# Meteorus ealanus
Meteorus ealanus är en stekelart som beskrevs av De Saeger 1946. Meteorus ealanus ingår i släktet Meteorus och familjen bracksteklar. Inga underarter finns listade i Catalogue of Life.